# 휘슬러 올림픽 공원

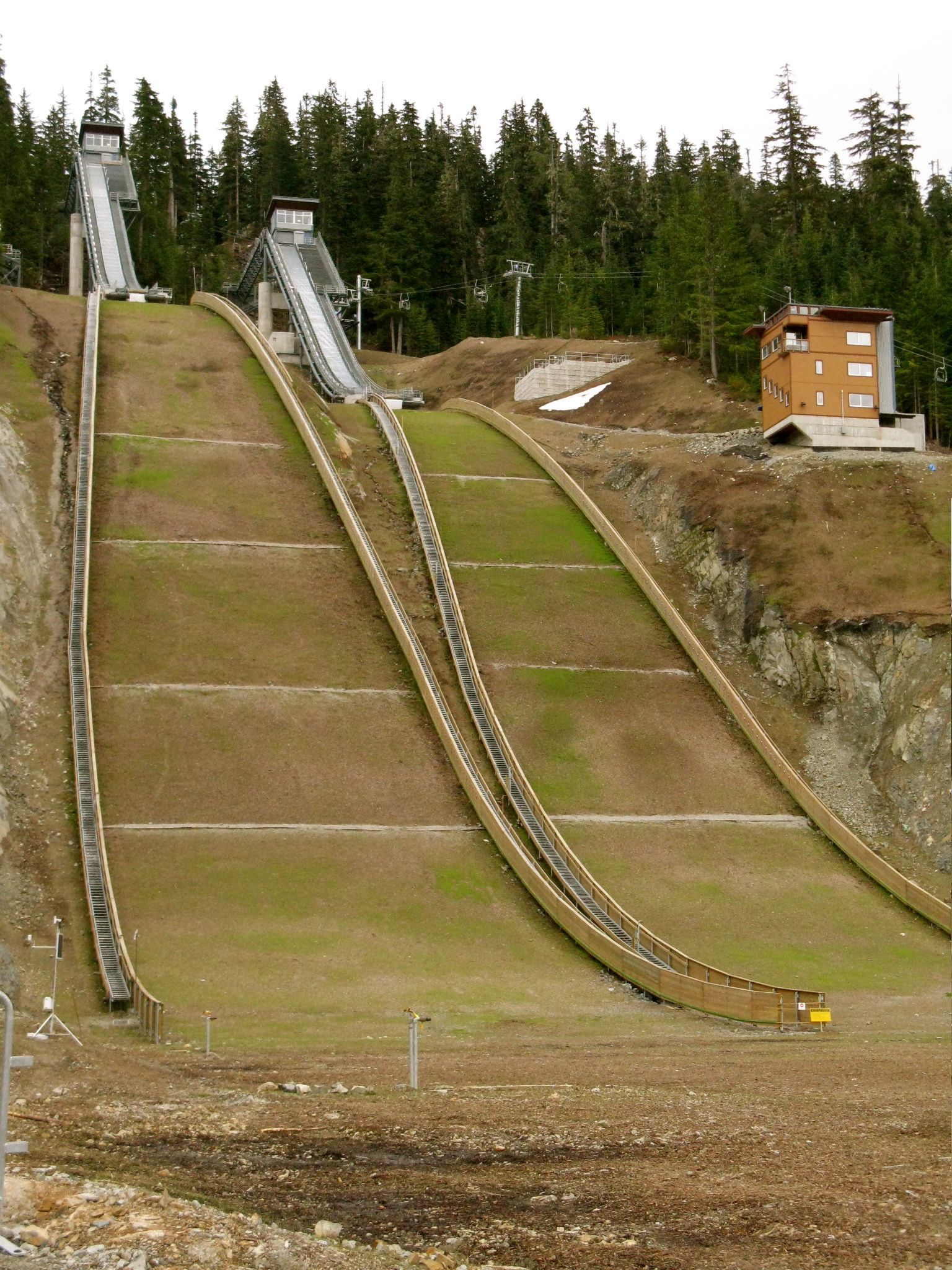
휘슬러 올림픽 공원의 스키점프 대

휘슬러 올림픽 공원(Whistler Olympic Park)은 캐나다의 브리티시컬럼비아주 서부의 휘슬러에 있다. 2010년 동계 올림픽에서 바이애슬론, 크로스컨트리 스키, 노르딕 복합, 스키 점프 종목이 열린다. 최고 10,000명이 입장 가능하며 99번 고속도로에서 약 14km 떨어져 있다. 이 경기장은 2008년 11월 22일에 민간에게 개방되었다.